# Cornufer exedrus
Cornufer exedrus é uma espécie de anfíbio anuro da família Ceratobatrachidae. Está presente na Papua Nova Guiné. A UICN classificou-a como pouco preocupantel.